# Национальный мемориал Джона Эрикссона
Национальный мемориал Джона Эрикссона, расположенный недалеко от Национальной аллеи и Огайо Драйв и Авеню Независимости, на юго-западе Вашингтона, округ Колумбия, посвящён тому, кто революционизировал военно-морскую историю своим изобретением винтового пропеллера. Шведский инженер Джон Эрикссон также был дизайнером USS Monitor, корабля, который обеспечил превосходство военно-морского флота США во время Гражданской войны в США.
Национальный мемориал был одобрен Конгрессом 31 августа 1916 года и посещён 29 мая 1926 года президентом Калвином Кулиджем и наследным принцем Густавом Адольфом из Швеции. Конгресс выделил 35 000 долларов на создание мемориала, а американцы, в основном скандинавского происхождения, добавили ещё 25 000 долларов. Памятник построен на месте возле Мемориала Линкольну в период с сентября 1926 года по апрель 1927 года, розового цвета мемориал из милфордского гранита высотой 20 футов (6,1 м) с постаментом диаметром 150 футов (46 м).
Скульптор композиции Джеймс Эрл Фрейзер. Мемориал представляет собой сидячую фигуру Эрикссона высотой 6 футов 5 дюймов (1,96 м) и три стоящие фигуры, представляющие приключения, труд и видение. Национальный мемориал управляется Национальной аллеей и Мемориальными парками.

## Изображения

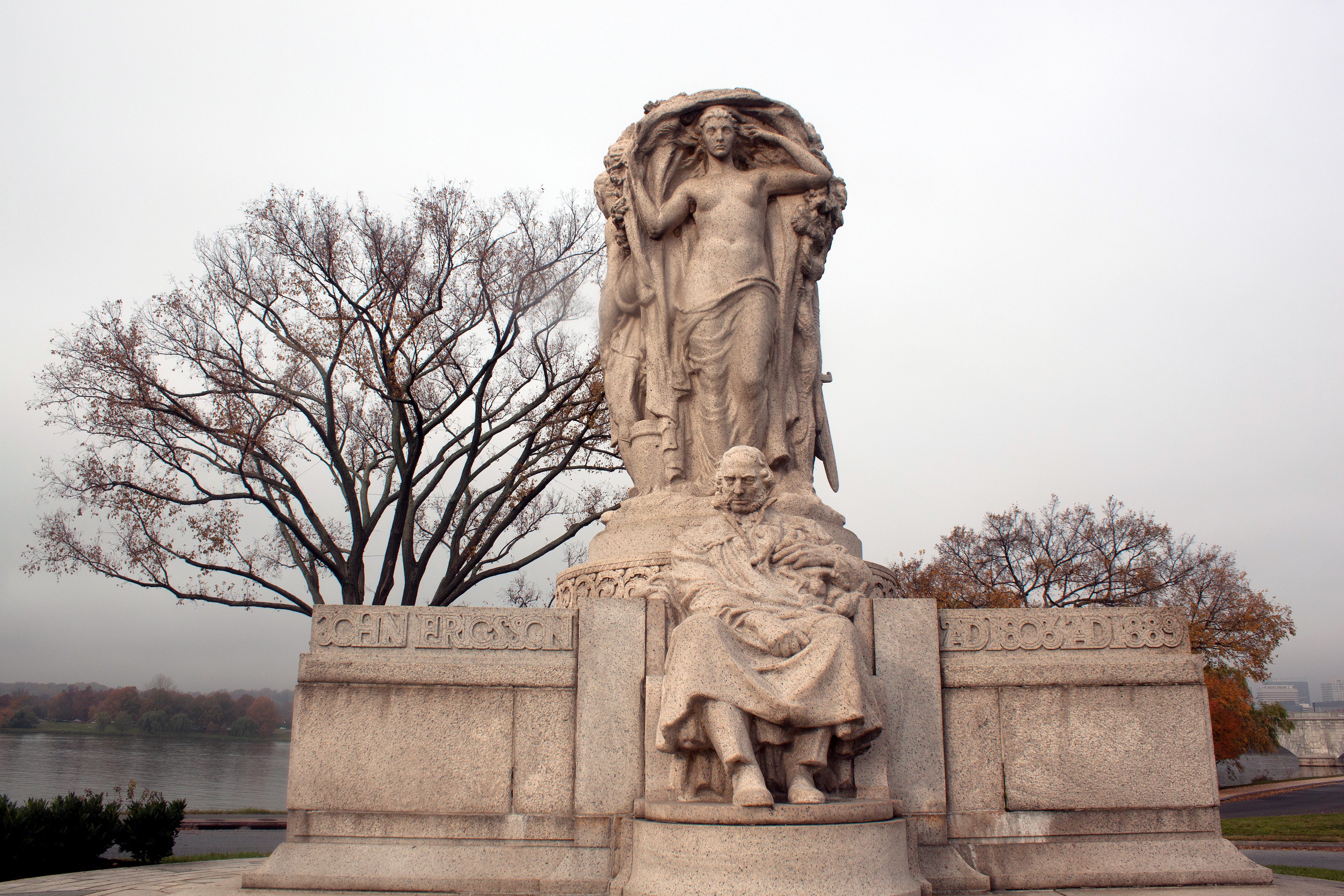
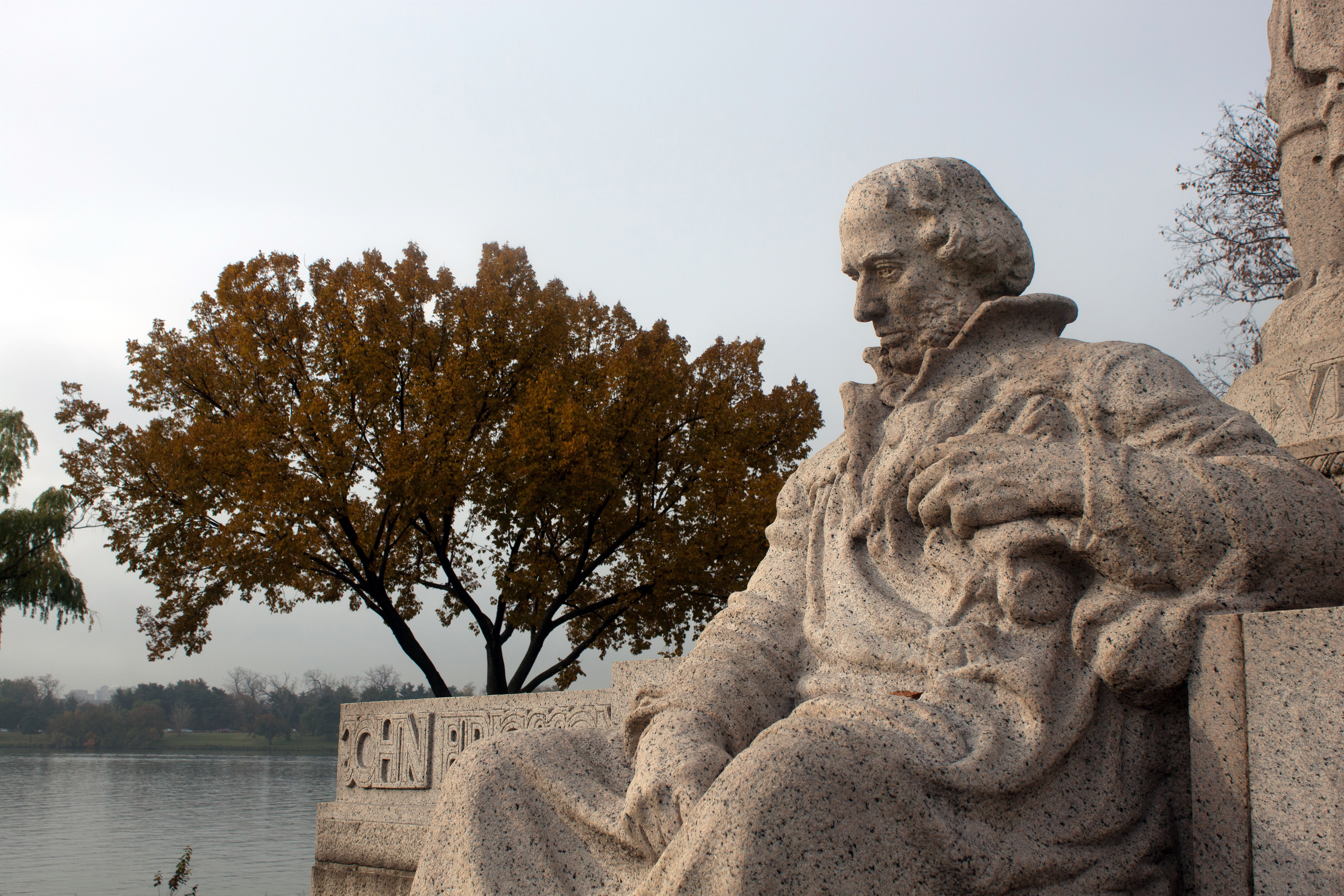
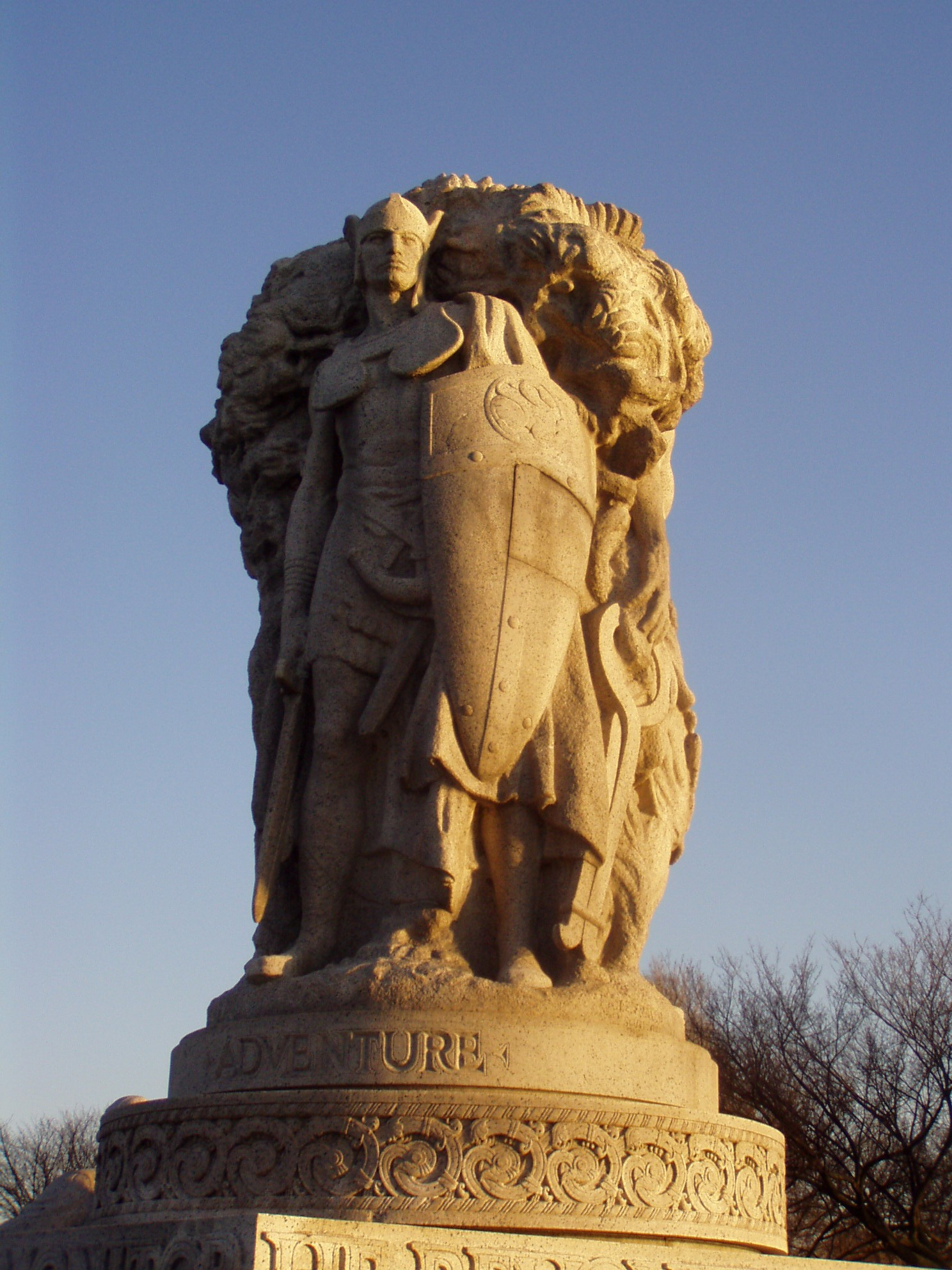
Секция "приключение".
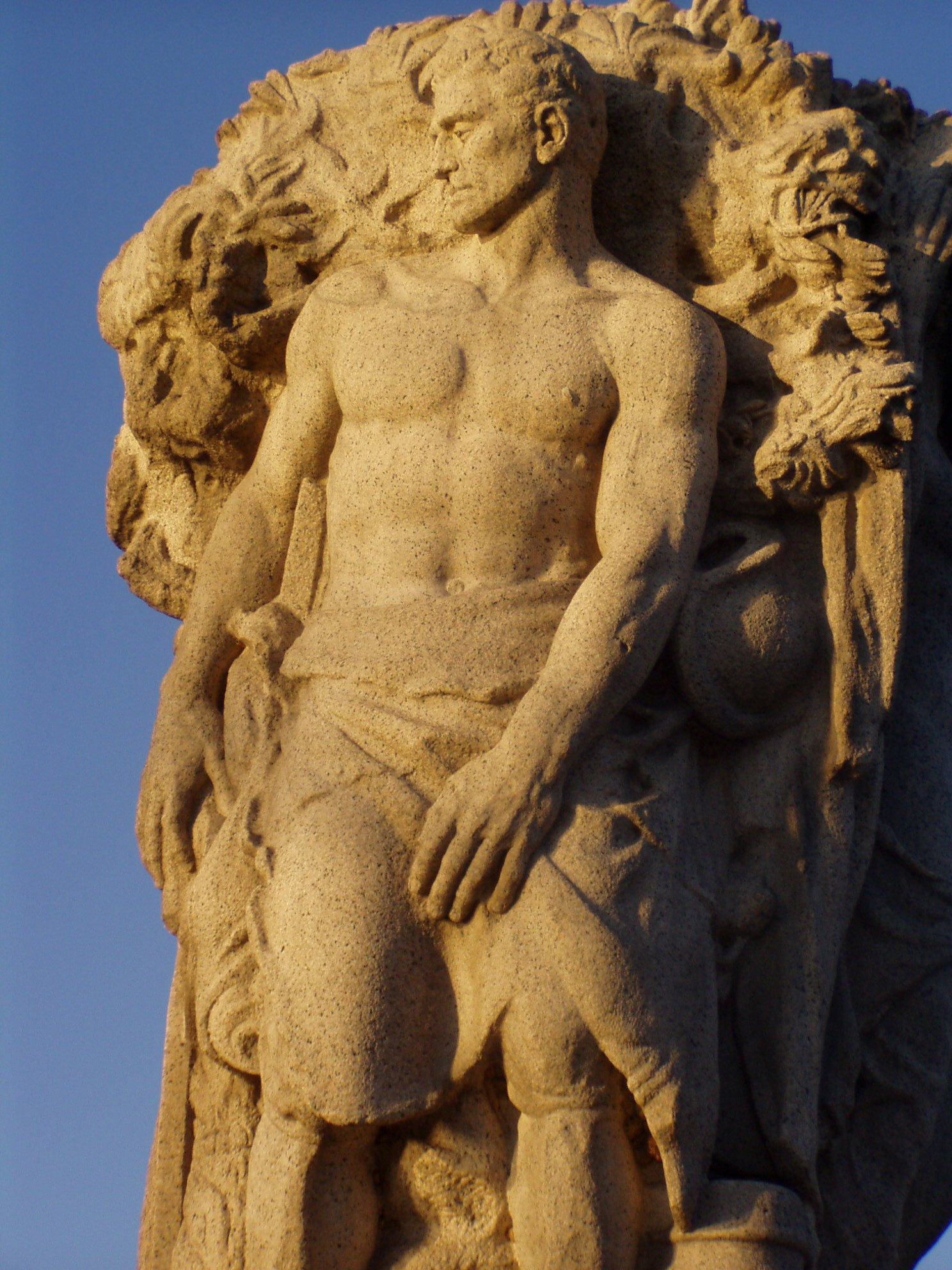
Крупный план секции труда.
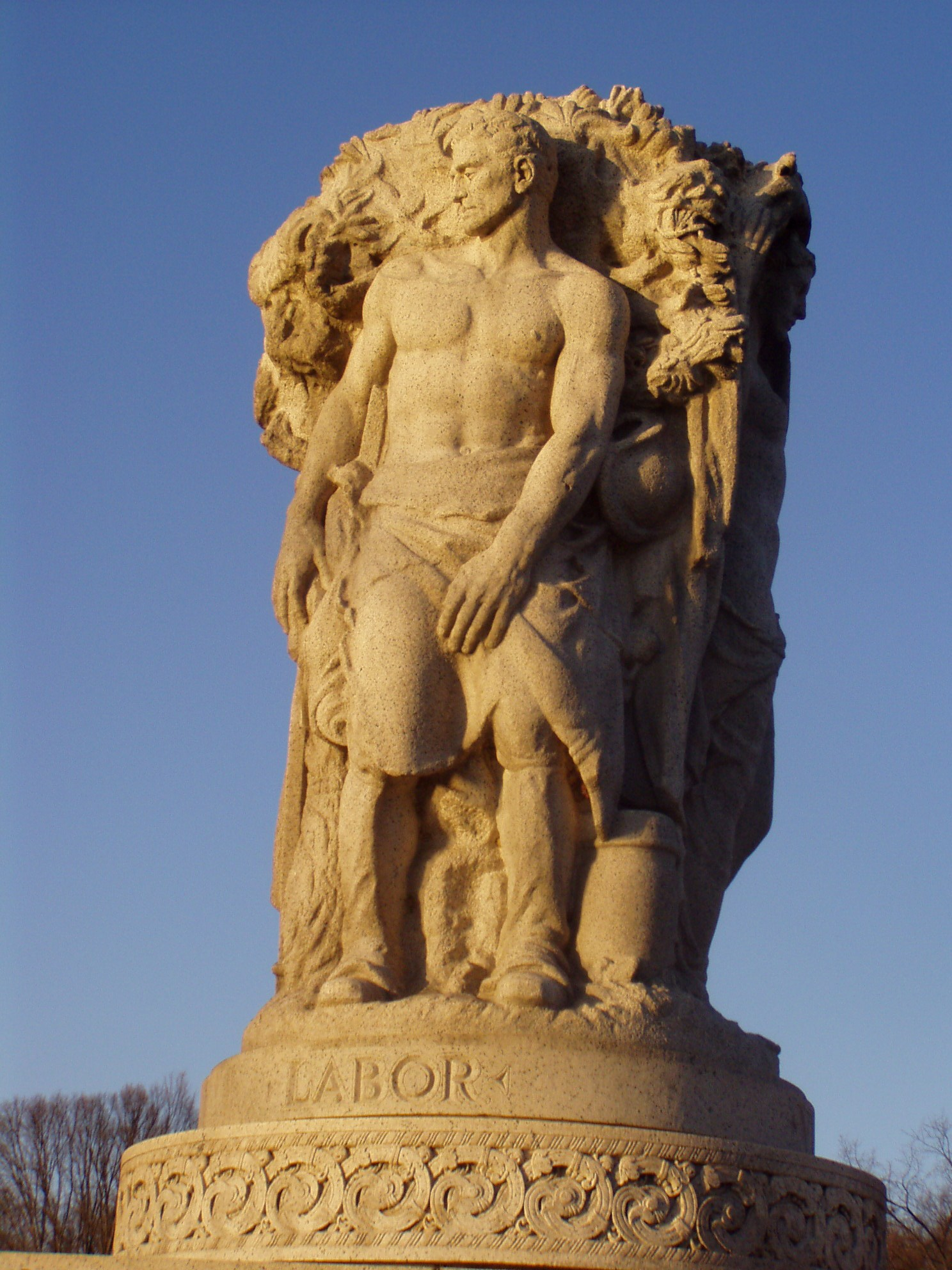
Секция труда.
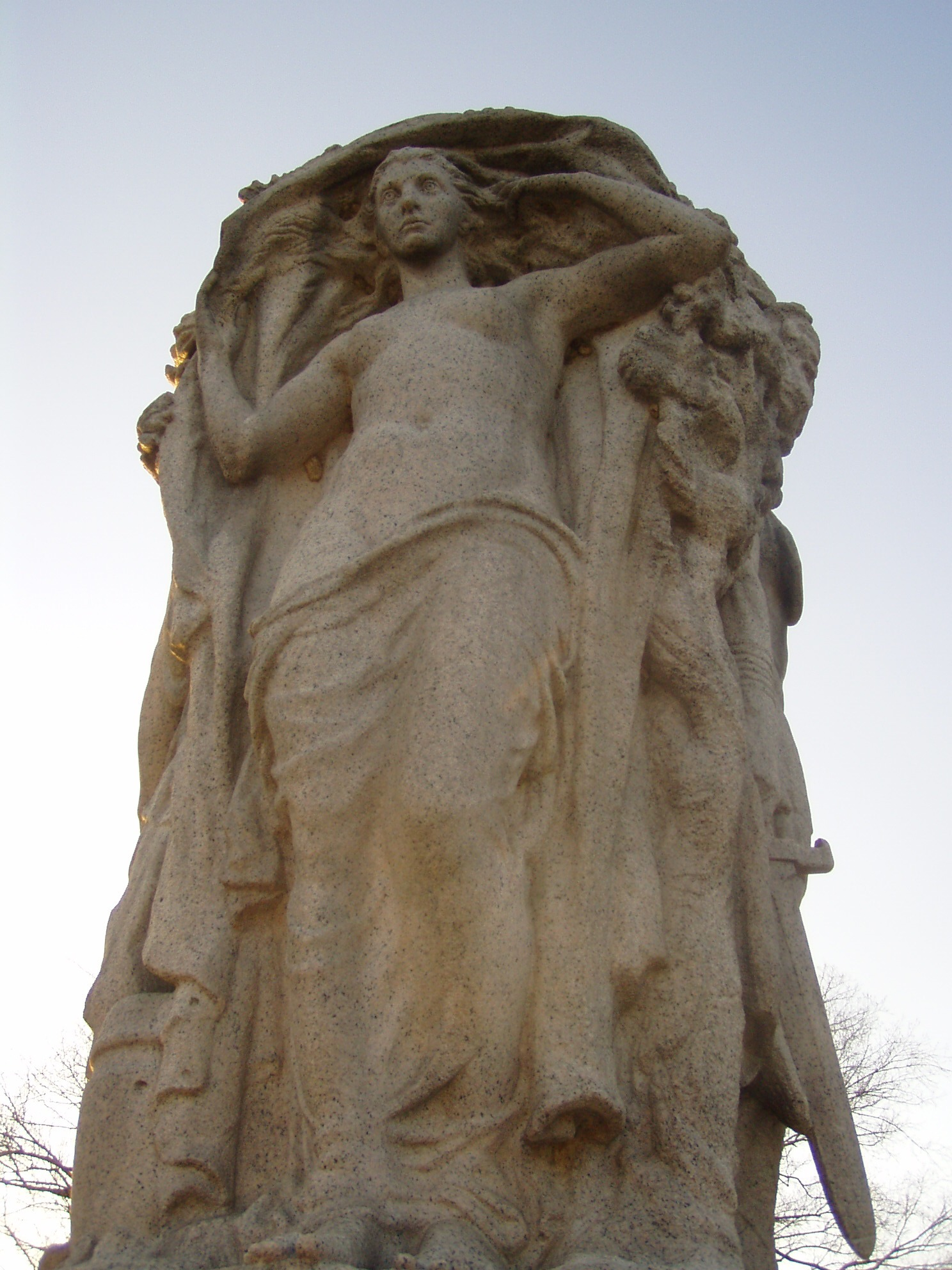
Секция "видение".